# Lista över fornlämningar i Västerviks kommun (Västervik)
Lista över fornlämningar i Västerviks kommun (Västervik) är en förteckning av ett urval av de fornlämningar som finns i Västervik i Västerviks kommun.
| Namn                          | Lämningstyp             | Tillkomsttid | Historisk indelning | Plats | Läge                 | ID-nr          | Bild                                      |
| ----------------------------- | ----------------------- | ------------ | ------------------- | ----- | -------------------- | -------------- | ----------------------------------------- |
| Västervik 1:1                 | Stensättning            |              | Västervik, Småland  |       | 57.725419, 16.659712 | 10088400010001 | Ladda upp en bild av detta fornminne      |
| Västervik 3:1                 | Stensättning            |              | Västervik, Småland  |       | 57.752829, 16.598673 | 10088400030001 | Ladda upp en bild av detta fornminne      |
| Kejsarskulle (Västervik 4:1)  | Röse                    |              | Västervik, Småland  |       | 57.756143, 16.595574 | 10088400040001 | Ladda upp en bild av detta fornminne      |
| Kejsarskulle (Västervik 4:2)  | Stensättning            |              | Västervik, Småland  |       | 57.756248, 16.595589 | 10088400040002 | Ladda upp en bild av detta fornminne      |
| Kejsarskulle (Västervik 4:3)  | Stensättning            |              | Västervik, Småland  |       | 57.756238, 16.595803 | 10088400040003 | Ladda upp en bild av detta fornminne      |
| Kejsarskulle (Västervik 4:4)  | Stensättning            |              | Västervik, Småland  |       | 57.756013, 16.595665 | 10088400040004 | Ladda upp en bild av detta fornminne      |
| Västervik 5:1                 | Gravfält                |              | Västervik, Småland  |       | 57.757061, 16.597618 | 10088400050001 | Ladda upp en bild av detta fornminne      |
| Västervik 7:1                 | Stensättning            |              | Västervik, Småland  |       | 57.752428, 16.604301 | 10088400070001 | Ladda upp en bild av detta fornminne      |
| Västervik 7:2                 | Stensättning            |              | Västervik, Småland  |       | 57.752361, 16.604381 | 10088400070002 | Ladda upp en bild av detta fornminne      |
| Västervik 7:3                 | Stensättning            |              | Västervik, Småland  |       | 57.752319, 16.604455 | 10088400070003 | Ladda upp en bild av detta fornminne      |
| Västervik 7:4                 | Stensättning            |              | Västervik, Småland  |       | 57.752246, 16.604602 | 10088400070004 | Ladda upp en bild av detta fornminne      |
| Västervik 10:1                | Stensättning            |              | Västervik, Småland  |       | 57.755032, 16.607552 | 10088400100001 | Ladda upp en bild av detta fornminne      |
| Västervik 13:1                | Gravfält                |              | Västervik, Småland  |       | 57.772112, 16.562255 | 10088400130001 | Ladda upp en bild av detta fornminne      |
| Västervik 14:1                | Gravfält                |              | Västervik, Småland  |       | 57.771159, 16.563050 | 10088400140001 | Ladda upp en bild av detta fornminne      |
| Västervik 17:1                | Röse                    |              | Västervik, Småland  |       | 57.770413, 16.562294 | 10088400170001 | Ladda upp en bild av detta fornminne      |
| Västervik 17:2                | Röse                    |              | Västervik, Småland  |       | 57.770423, 16.562696 | 10088400170002 | Ladda upp en bild av detta fornminne      |
| Västervik 18:1                | Röse                    |              | Västervik, Småland  |       | 57.769963, 16.565402 | 10088400180001 | Ladda upp en bild av detta fornminne      |
| Västervik 19:1                | Gravfält                |              | Västervik, Småland  |       | 57.769297, 16.565385 | 10088400190001 | Ladda upp en bild av detta fornminne      |
| Västervik 20:1                | Röse                    |              | Västervik, Småland  |       | 57.769502, 16.563684 | 10088400200001 | Ladda upp en bild av detta fornminne      |
| Västervik 20:2                | Röse                    |              | Västervik, Småland  |       | 57.769385, 16.563936 | 10088400200002 | Ladda upp en bild av detta fornminne      |
| Västervik 20:3                | Röse                    |              | Västervik, Småland  |       | 57.769336, 16.564261 | 10088400200003 | Ladda upp en bild av detta fornminne      |
| Västervik 20:4                | Stensättning            |              | Västervik, Småland  |       | 57.769000, 16.563875 | 10088400200004 | Ladda upp en bild av detta fornminne      |
| Västervik 20:5                | Röse                    |              | Västervik, Småland  |       | 57.768614, 16.563879 | 10088400200005 | Ladda upp en bild av detta fornminne      |
| Västervik 20:6                | Stensättning            |              | Västervik, Småland  |       | 57.768699, 16.564119 | 10088400200006 | Ladda upp en bild av detta fornminne      |
| Västervik 20:7                | Stensättning            |              | Västervik, Småland  |       | 57.768360, 16.563737 | 10088400200007 | Ladda upp en bild av detta fornminne      |
| Västervik 20:8                | Röse                    |              | Västervik, Småland  |       | 57.768883, 16.564723 | 10088400200008 | Ladda upp en bild av detta fornminne      |
| Västervik 27:1                | Hög                     |              | Västervik, Småland  |       | 57.775946, 16.577203 | 10088400270001 | Ladda upp en bild av detta fornminne      |
| Västervik 28:1                | Gravfält                |              | Västervik, Småland  |       | 57.775765, 16.579108 | 10088400280001 | Ladda upp en bild av detta fornminne      |
| Västervik 29:1                | Stensättning            |              | Västervik, Småland  |       | 57.775428, 16.578408 | 10088400290001 | Ladda upp en bild av detta fornminne      |
| Västervik 29:2                | Stensättning            |              | Västervik, Småland  |       | 57.775326, 16.578442 | 10088400290002 | Ladda upp en bild av detta fornminne      |
| Västervik 29:3                | Stensättning            |              | Västervik, Småland  |       | 57.775269, 16.578627 | 10088400290003 | Ladda upp en bild av detta fornminne      |
| Västervik 31:1                | Hällristning            |              | Västervik, Småland  |       | 57.774783, 16.575637 | 10088400310001 | Ladda upp en bild av detta fornminne      |
| Västervik 32:1                | Hällristning            |              | Västervik, Småland  |       | 57.773724, 16.571856 | 10088400320001 | Ladda upp en bild av detta fornminne      |
| Västervik 33:1                | Stensättning            |              | Västervik, Småland  |       | 57.777159, 16.564500 | 10088400330001 | Ladda upp en bild av detta fornminne      |
| Västervik 33:2                | Stensättning            |              | Västervik, Småland  |       | 57.777286, 16.564640 | 10088400330002 | Ladda upp en bild av detta fornminne      |
| Västervik 33:3                | Röse                    |              | Västervik, Småland  |       | 57.777405, 16.564483 | 10088400330003 | Ladda upp en bild av detta fornminne      |
| Västervik 33:4                | Stensättning            |              | Västervik, Småland  |       | 57.777548, 16.564105 | 10088400330004 | Ladda upp en bild av detta fornminne      |
| Västervik 34:1                | Stensättning            |              | Västervik, Småland  |       | 57.776419, 16.561697 | 10088400340001 | Ladda upp en bild av detta fornminne      |
| Västervik 35:1                | Stensättning            |              | Västervik, Småland  |       | 57.777628, 16.561028 | 10088400350001 | Ladda upp en bild av detta fornminne      |
| Västervik 36:1                | Gravfält                |              | Västervik, Småland  |       | 57.777449, 16.575460 | 10088400360001 | Ladda upp en bild av detta fornminne      |
| Västervik 37:1                | Röse                    |              | Västervik, Småland  |       | 57.777595, 16.574275 | 10088400370001 | Ladda upp en bild av detta fornminne      |
| Västervik 37:2                | Stensättning            |              | Västervik, Småland  |       | 57.777592, 16.574496 | 10088400370002 | Ladda upp en bild av detta fornminne      |
| Västervik 37:3                | Stensättning            |              | Västervik, Småland  |       | 57.777580, 16.574676 | 10088400370003 | Ladda upp en bild av detta fornminne      |
| Västervik 38:1                | Stensättning            |              | Västervik, Småland  |       | 57.777486, 16.573884 | 10088400380001 | Ladda upp en bild av detta fornminne      |
| Västervik 38:2                | Stensättning            |              | Västervik, Småland  |       | 57.777413, 16.574019 | 10088400380002 | Ladda upp en bild av detta fornminne      |
| Västervik 39:1                | Stensättning            |              | Västervik, Småland  |       | 57.777778, 16.573052 | 10088400390001 | Ladda upp en bild av detta fornminne      |
| Västervik 39:2                | Stensättning            |              | Västervik, Småland  |       | 57.777698, 16.573240 | 10088400390002 | Ladda upp en bild av detta fornminne      |
| Västervik 40:1                | Röse                    |              | Västervik, Småland  |       | 57.794549, 16.571313 | 10088400400001 | Ladda upp en bild av detta fornminne      |
| Västervik 42:1                | Stensättning            |              | Västervik, Småland  |       | 57.764549, 16.561736 | 10088400420001 | Ladda upp en till bild av detta fornminne |
| Västervik 44:1                | Stensättning            |              | Västervik, Småland  |       | 57.765820, 16.560541 | 10088400440001 | Ladda upp en bild av detta fornminne      |
| Västervik 44:2                | Stensättning            |              | Västervik, Småland  |       | 57.765726, 16.560708 | 10088400440002 | Ladda upp en bild av detta fornminne      |
| Västervik 45:1                | Stensättning            |              | Västervik, Småland  |       | 57.766366, 16.561392 | 10088400450001 | Ladda upp en bild av detta fornminne      |
| Västervik 46:1                | Röse                    |              | Västervik, Småland  |       | 57.767265, 16.560709 | 10088400460001 | Ladda upp en bild av detta fornminne      |
| Västervik 47:1                | Gravfält                |              | Västervik, Småland  |       | 57.766824, 16.559246 | 10088400470001 | Ladda upp en bild av detta fornminne      |
| Stegeholm (Västervik 51:1)    | Borg                    |              | Västervik, Småland  |       | 57.762768, 16.642958 | 10088400510001 | Ladda upp en till bild av detta fornminne |
| Västervik 52:1                | Stensättning            |              | Västervik, Småland  |       | 57.767929, 16.560552 | 10088400520001 | Ladda upp en bild av detta fornminne      |
| Västervik 52:2                | Stensättning            |              | Västervik, Småland  |       | 57.767774, 16.560112 | 10088400520002 | Ladda upp en bild av detta fornminne      |
| Västervik 52:3                | Röse                    |              | Västervik, Småland  |       | 57.767656, 16.560202 | 10088400520003 | Ladda upp en bild av detta fornminne      |
| Västervik 52:4                | Stensättning            |              | Västervik, Småland  |       | 57.767684, 16.559813 | 10088400520004 | Ladda upp en bild av detta fornminne      |
| Västervik 82:1                | Hällristning            |              | Västervik, Småland  |       | 57.776309, 16.562952 | 10088400820001 | Ladda upp en bild av detta fornminne      |
| Västervik 86:1                | Hällristning            |              | Västervik, Småland  |       | 57.775571, 16.575413 | 10088400860001 | Ladda upp en bild av detta fornminne      |
| Västervik 90:1                | Röse                    |              | Västervik, Småland  |       | 57.771352, 16.560730 | 10088400900001 | Ladda upp en bild av detta fornminne      |
| Västervik 91:1                | Stensättning            |              | Västervik, Småland  |       | 57.761650, 16.591272 | 10088400910001 | Ladda upp en bild av detta fornminne      |
| Västervik 91:2                | Stensättning            |              | Västervik, Småland  |       | 57.761839, 16.590987 | 10088400910002 | Ladda upp en bild av detta fornminne      |
| Källarholmen (Västervik 96:1) | Husgrund, historisk tid |              | Västervik, Småland  |       | 57.788004, 16.574038 | 10088400960001 | Ladda upp en bild av detta fornminne      |
| Västervik 105:1               | Hällristning            |              | Västervik, Småland  |       | 57.774949, 16.577002 | 10088401050001 | Ladda upp en bild av detta fornminne      |
| Västervik 105:2               | Hällristning            |              | Västervik, Småland  |       | 57.775107, 16.577540 | 10088401050002 | Ladda upp en bild av detta fornminne      |
| Västervik 107:1               | Hällristning            |              | Västervik, Småland  |       | 57.768300, 16.563180 | 10088401070001 | Ladda upp en bild av detta fornminne      |
| Västervik 111                 | Stensättning            |              | Västervik, Småland  |       | 57.772283, 16.578531 | 12000000030775 | Ladda upp en bild av detta fornminne      |
| Västervik 145                 | Husgrund, historisk tid |              | Västervik, Småland  |       | 57.787522, 16.572904 | 12000000031893 | Ladda upp en bild av detta fornminne      |
| Västervik 164                 | Stensättning            |              | Västervik, Småland  |       | 57.776589, 16.579279 | 12000000032000 | Ladda upp en bild av detta fornminne      |
| Västervik 166                 | Stensättning            |              | Västervik, Småland  |       | 57.776606, 16.579196 | 12000000032002 | Ladda upp en bild av detta fornminne      |